# Свистун, Кристиан Вадимович
Кри́стиан Вади́мович Свисту́н (укр. Крістіан Вадимович Свистун; 2 сентября 2003, Жмеринка) — украинский футболист, полузащитник клуба «Ингулец».

## Биография
Родился в городе Жмеринка. Воспитанник местной ДЮСШ, в футболке которой с 2013 по 2014 год выступал в юношеском чемпионате Винницкой области. В ДЮФЛУ выступал за столичные команды Олимпийский профессиональный колледж имени Ивана Поддубного (2016) и «Динамо» (2017—2018), а также днепровский «Днепр». С 2019 по 2023 год выступал за «Днепр-1» в юношеском чемпионате Украины.
В середине июля 2023 года свободным агентом перешёл в «Агробизнес». В футболке волочиского клуба дебютировал 28 июля 2023 года в проигранном (1:2) выездном поединке 1-го тура группы А Первой лиги Украины против бузовской «Нивы». Кристиан вышел на поле в стартовом составе, на 68-й минуте получил жёлтую карточку, а на 85-й минуте его заменил Максим Тяпкин. Первым голом за «Агробизнес» отличился 27 октября 2023 года на 77-й минуте победного (1:0) домашнего поединка 14-го тура Первой лиги Украины против хмельницкого «Подолья». Свистун вышел на поле на 73-й минуте вместо Виталия-Дмитрия Теплого. В сезоне 2023/24 сыграл 26 матчей (2 гола) в Первой лиге Украины, ещё 3 поединка провёл в кубке Украины.
В середине июля 2024 года свободным агентом перешёл в «Полесье», но почти сразу же был переведён в резервную команду «волков». Дебютировал за команду 8 августа 2024 года в проигранном (0:3) выездном поединке 1-го тура группы А Второй лиги Украины против «Куликова-Белки». Кристиан вышел на поле в стартовом составе и отыграл весь матч. Впервые в заявку главной команды «Полесья» попал 25 августа 2024 года, на победный (4:0) домашний поединок 4-го тура Премьер-лиги Украины против киевской «Оболони», но на поле так и не вышел.